# پری دریایی کوچولو (مجموعه تلویزیونی)
پری دریایی کوچولو (به انگلیسی: The Little Mermaid) یک مجموعه تلویزیونی پویانمایی آمریکایی است که توسط انیمیشن تلویزیونی والت دیزنی بر اساس فیلمی به همین نام از سال ۱۹۸۹ ساخته شده‌است و ماجراهای آریل در نقش یک پری دریایی را قبل از اتفاقات فیلم نشان می‌دهد. این مجموعه سومین مجموعه تلویزیونی دیزنی است که از یک فیلم پویانمایی بلند جدا شده‌است. برخی از صداپیشگان فیلم از جمله جودی بنسون در نقش آریل، ساموئل ای رایت در نقش سباستین، کنت مارس در نقش شاه تریتون و پت کرول در نقش اورسولا نقش‌های خود را در این سریال تکرار می‌کنند. از دیگر صداپیشگان می‌توان به ادان گراس و برادلی پیرز در نقش فلوندر و جف بنیت در نقش شاهزاده اریک اشاره کرد.
پری دریایی کوچولو برای اولین بار در پاییز سال ۱۹۹۲، در ۱۱ سپتامبر، با پویانمایی ویژه زمان اصلی به نام «نهنگی از یک داستان» پخش شد و سپس به صبح شنبه منتقل شد. این سریال در ابتدا با پخش اصلی از سال ۱۹۹۲ تا ۲۶ نوامبر ۱۹۹۴ در سی‌بی‌اس ظاهر شد. برخی از قسمت‌ها شامل بخش‌های موسیقی است که شامل ترانه‌های اصلی است که برای سریال نوشته شده‌است. موضوع آغازین نمایش ترکیبی ابزاری از ترانه‌های «قسمتی از دنیای تو»، «زیر دریا» و «دختر را ببوس» است. اورتور نمایش موزیکال پری دریایی کوچولو در سال ۲۰۰۷ مشابه این است.

## طرح داستان
مجموعه تلویزیونی پری دریایی کوچولو پیش‌درآمد فیلمی به همین نام است. داستان بین فیلم پیش‌درآمد سال ۲۰۰۸ پری دریایی کوچولو: آغاز آریل و فیلم ۱۹۸۹ اتفاق می‌افتد و ماجراهای آریل را به همراه پدرش پادشاه تریتون، سباستین خرچنگ و فلوندر ماهی در زیر دریا دنبال می‌کند. قسمت‌های مختلف روابط او با دوستانش، پدرش و خواهرانش را نشان می‌دهد و معمولاً شامل خنثی‌سازی تلاش‌های دشمنان مختلف توسط آریل است که قصد آسیب رساندن به او یا پادشاهی او را دارند. آغاز آریل شامل وقایعی است که با مجموعهٔ تلویزیونی تناقض دارند (مانند جوانی آریل و اولین ملاقات با فلاندر) که باعث می‌شود سریال تلویزیونی و پیش‌درآمد تداومی مستقل داشته باشند.

## قسمت‌ها
| فصل | قسمت‌ها | قسمت‌ها | تاریخ اصلی روی آنتن رفتن | تاریخ اصلی روی آنتن رفتن |
| فصل | قسمت‌ها | قسمت‌ها | اولین بار                | آخرین بار                |
| --- | ------ | ------ | ------------------------ | ------------------------ |
| ۱   | ۱۴     | ۱۴     | ۱۱ سپتامبر ۱۹۹۲          | ۵ دسامبر ۱۹۹۲            |
| ۲   | ۹      | ۹      | ۱۸ سپتامبر ۱۹۹۳          | ۱۱ دسامبر ۱۹۹۳           |
| ۳   | ۸      | ۸      | ۱۷ سپتامبر ۱۹۹۴          | ۲۶ نوامبر ۱۹۹۴           |

## بازخورد
کامن سنس مدیا به این سریال دو از پنج ستاره داد و نوشت: «اسپین آف برای همه به جز طرفداران پریشان است». این سریال اما امتیازات مثبتی نیز دریافت کرد، از جمله امتیاز ۶٫۸/۱۰ از بانک اطلاعات اینترنتی فیلم‌ها و امتیاز ۸/۱۰ از تی‌وی‌دات‌کام.

## اسپین آف
این سریال یک اسپین آف با عنوان سباستین خرچنگ دریافت کرد که به عنوان بخشی از سریال تلویزیونی مارسوپیلامی پخش شد. این قسمت‌ها در خارج از دریا و بعد از عروسی بین آریل و اریک در فیلم اتفاق می‌افتد و سباستین را نشان می‌دهند.